# Dinotópia – Őslények szigete
A Dinotópia – Őslények szigete (eredeti cím: Dinotopia) 2002-ben bemutatott háromrészes amerikai sci-fi minisorozat. A forgatókönyv alapjául James Gurney Dinotopia című regénysorozata szolgált.
A film folytatásaként 13 részes tévésorozat is készült, hasonló címmel. 2005-ben DVD-n jelent meg a Dinotópia – Küldetés a Rubin napkőért című animáció film.

## Cselekmény

### Első rész
Dinotópiában vagyunk. Oriana – Marion nagymamája – halála előtt levelet ír unokájának. Ellátja jótanácsokkal a jövőjével kapcsolatban, s egy napkövet ajándékoz neki egy ékszerdobozban. David és Karl Scott apjukkal, Frank Scottal elindulnak egy kisrepülőgépen. Tervük az, hogy szigetről szigetre repülnek, de viharba kerülnek, s lezuhannak. A viharos tengerből a két fiúnak sikerül kiúsznia egy szigetre, de az apjuk eltűnik. David és Karl a szigeten elindulnak segítséget keresni. Órák óta bolyonganak, de nem találkoznak senkivel sem. Egy sziklás helyhez érvén találkoznak össze Cyrius Crabb-bal, aki elmondja nekik, hogy Dinotópiában vannak, s hogy a hely egy sziget. A fiúk csatlakoznak a férfihoz, s elmennek vele a legközelebbi „buszmegállóba”. Itt válik világossá számukra, hogy ez egy olyan sziget, ahol emberek és dinoszauruszok élnek egymás mellett. Összetalálkoznak egy fiatal lánnyal, Marionnal. Elindulnak Dinotópia fővárosába, Zuhatagvárosba. Legnagyobb meglepetésükre a „busz” egy Brahioszaurusz. Útközben megálltak éjszakára egy őrfalunál, de nem sokáig időzhetnek, mert a T-Rexek megtámadják őket. Az égi siklók érkeznek segítségükre, s biztosításukkal tudják folytatni az utat Zuhatagvárosba. A városban Waldo polgármester fogadja a két fiút. Beírják nevüket a Dinotópiaiak közé, s elmondják a szenátusnak, hogy mi történt a külvilágban azóta, mióta a legutóbbi külvilági ember ideérkezett volna (1944). Megtudják azt is, hogy nem lehet elhagyni a szigetet, itt kell a továbbiakban élniük. A könyvtárban megismerkednek Zippóval, aki ideiglenesen befogadja őket házába. Ahhoz, hogy teljes jogú dinotópiai polgárokká válhassanak, tanulniuk kell. Tanáruk Marion lesz. Davidnek nagyon jól megy a tanulás, Karlnak azonban máson jár az esze. Azt tervezi, hogy elmegy a szigetről bármi áron, s ehhez Cyrius Crabb segítségét kéri. A férfi segítséget ígér, ehhez először ellopat egy hajónaplót a könyvtárból. Karl ezt a Napkőszertartás alatt meg is teszi. Elérkezik a vizsga ideje. Témája: Hogyan kell élni? A vizsgája Karlnak sikerül – csalással –, amit David nehezen visel el. Összeverekednek, lezuhannak, a vízesés elsodorja őket egy elhagyatott mocsári templomhoz. Marion és Zippo a keresésükre indulnak, s egy futármadár segítségével a mocsári templom mellett meg is találják őket. Ekkorra már David eszméletlen állapotba került. Marion megmenti az életét, s elindulnak kifelé a mocsárból...

### Második rész
A mentőcsapat megtalálja Karlt, Davidet, Mariont és Zippót. Vidappába mennek, amely egy földfarm, s ahol Marion anyja, Rosemary a vezető. Davidet meggyógyítják, s ezalatt Karlnak dolgoznia kell. Ő inkább most is a játékra koncentrál, de Rosemary munkára utasítja. David egy hét pihenő után meggyógyul. Közben Marion és Karl barátok lettek. Eközben Zuhatagvárosban Zippo beszámol a szenátusnak arról, amit a mocsári templomnál látott, de nem engedélyezik az expedíciót a templomhoz. A földfarmon véget ért a betakarítás. Rosemary Karlt ott tartja a farmon dolgozni, Davidet pedig Kanyonvárosba küldi égisikló-kiképzésre. Mariont megkéri, menjen el Daviddel Kanyonvárosba, s tanulmányozza az ott lévő Pteranodonokat. David és Marion megérkeztek Kanyonvárosba. Itt derül ki, hogy Davidnek tériszonya van, s ez befolyásolja majd a kiképzését. Oonu parancsnok, a légi siklók parancsnoka azonban nem hagyja magára. Kemény kiképzést kap, s lassanként ő is olyanná válik mint a többi pilóta-jelölt. A földfarmon Karl egy dínótojást kap azzal a megkötéssel, hogy vigyázzon rá, mert az lesz majd a gyík-társa. A tojásból nemsokára kikel egy kis dínó, s Karl 26-osnak nevezi. Cyrius Crabb a szenátus ülésén kérdőre vonja a polgármestert arról, hogy hány darab napkő van a városnak. Kiderül, hogy elfogytak, de a polgármester nem hajlandó foglalkozni a témával, ezért Cyrius elhagyja a várost. A földfarmra megy, ahol Karlnak felajánlja, hogy újra segít elhagynia a szigetet. Azonban újra becsapja, kivágja a csónak oldalát, hogy a fiú ne tudjon elmenni. Amint a fiú útnak indul, víz kezdi ellepni a csónakot, s nemsokára el is süllyed. Karl kiúszik a partra. Elérkezett David vizsgájának ideje, de a vizsga kudarccal végződik...

### Harmadik rész
Oonu, a légi őrség parancsnoka megérkezik Zuhatagvárosba, s beszámol a szenátusnak a közeledő veszélyről. Nem tudják védeni a keleti határokat a Pteranodonoktól. Menekülők érkeznek a városba egyre többen és többen. A napkövek működésében zavarok léptek fel. Marion, Karl, David és Zippo elindul a mocsári templomhoz. Napkövet akarnak szerezni, de a tervük nem sikerül. Davidet és Karlt engedetlenség miatt letartóztatják, s visszaviszik Zuhatagvárosba, ahol bíróság elé kell állniuk. Hiába a védelem – Oonu, Rosemary, Zippo –, elítélik őket. Újra kell kezdeniük a tanulást, s nem hagyhatják el a várost. Cyrius Crabb segítségével megszöknek, s egy tengeralattjárón leereszkednek a tenger mélyére. Megtalálják Beléd-földjét és a Napkőbarlangot. Felpakolnak, de Cyrius Crabb újra becsapja őket. Nélkülük megy el a tengeralattjáróval. Meglepetésükre megtalálják apjukat. Frank Scott már nem bízott abban, hogy valaha is megtalálják, de amikor fiait meglátja, nagyon megörül. Együtt mennek vissza, s mentik meg Zuhatagvárost a pusztulástól. Újra felragyognak a napkövek szerte Dinotópiában.

## Szereplők
| Szerep                     | Színész           | Magyar hang     |
| -------------------------- | ----------------- | --------------- |
| Cyrius Crabb               | David Thewlis     | Cseke Péter     |
| Marion Waldo               | Katie Carr        | Huszárik Kata   |
| Waldo Seville polgármester | Jim Carter        | Végvári Tamás   |
| Rosemary Waldo             | Alice Krige       | Kovács Nóra     |
| David Scott                | Wentworth Miller  | Széles Tamás    |
| Karl Scott                 | Tyron Leitso      | Miller Zoltán   |
| Oonu százados              | Colin Salmon      | Viczián Ottó    |
| Frank Scott                | Stuart Wilson     | Barbinek Péter  |
| Zippo (hangja)             | Lee Evans         | Józsa Imre      |
| Romana Denison kadét       | Hannah Yelland    | Zsigmond Tamara |
| üzenetküldő madár (hangja) | Terry Jones       | Schnell Ádám    |
| Samantha Waldo             | Anna Maguire      |                 |
| Oriana nagymama            | Geraldine Chaplin |                 |

## Kapcsolódó művek

### Televíziós sorozat
2002-ben mutatták be a minisorozat 13 részes televíziós folytatását, Dinotópia címmel.

### Film
2005-ben adták ki DVD-n a Dinotópia – Küldetés a Rubin napkőért (Dinotopia: Quest for the Ruby Sunstone) című animációs filmet Davis Doi rendezésében. A főszereplők eredeti hangját Alec Medlock (Kex), Tara Strong (Mara), Alyssa Milano (26), Jamie Kennedy (Spazz), Kathy Griffin (Rroga), Wayne Knight (Thudd) és Malcolm McDowell (Ogthar) kölcsönözte.
Magyarországon 2008. április 27-én[forrás?] a Minimax tűzte műsorra.